# Любомир Кузьмак
Любомир-Ігор Кузьмак (2 серпня 1931 — 12 жовтня 2006) — американський лікар-хірург українського походження.

## Життєпис
Народився у с. Балигород (тепер частина Підкарпатського воєводства Польщі). Народився у 1931 році. Здобув початкову освіту в рідному селі. Друга світова війна перервала дальше навчання. Після 1945 року зацікавився медициною.
1953 року закінчив Медичну академію в м. Лодзь, здобувши ступінь докторанта медицини. Працював у хірургічній клініці. Після цього  проходив аспірантуру в Сілезькому університеті (м. Бітом). 1961 року здобув ступінь доктора наук. Протягом 4 років він був ад'юнктом і головою хірургічного відділу 3-ї хірургічної клініки при Сілезькій академії.
1965 року емігрував до США. Відбув спеціалізацію із загальної і судинної хірургії у Медичному центрі м. Лівінґстон (штат Нью-Джерсі). У 1966—1971 роках був резидентом і головним резидентом загальної хірургії в медичному центрі Санта-Барнабас.
1971 року відкрив приватну хірургічну практику в м. Ньюарк (штат Нью-Джерсі). Від 1977 року є ініціатором створення і керівником Баріатричного центру в Ірвінґтонському загальному шпиталі для хірургічного і дієтичного лікування надмірної ваги пацієнтів.
1982 року Любомир Кузьмак став головою хірургічного відділу Ірвінгтонського загального шпиталю. На початку 1990-х років організував майстер-класи для баріатричних хірургів з Бельгії, Італії та Австралії.
Член Українського лікарського товариства Північної Америки у Нью-Йорку, Міжнародного коледжу хірургів, Американського товариства баріатричної хірургії, Королівської академії медицини Великої Британії, низки медичних товариств. Був членом редакційної колегії журналу «Ожиріння».
Разом з родиною є членом 371 відділу Українського Народного Союзу. Помер 2006 року від пневмонії.

## Наукова діяльність
Є одним з перших хірургів, що застосував хірургічне зменшення ємності шлунка з метою обмеження споживання харчів пацієнтами. Він розпочав ці операції у 1977 році. 1983 року розробив силіконову стрічку для бандажа шлунку, а також інструмент для нарізування і калібрування трубки з електронними датчиками для розміру шлунку. 1986 року отримав патент на свою розробку.
Також уславився дуже зручною технікою операції жиляків, застосовуючи дуже малі нарізи, які не залишали майже жодних слідів.
Л. Кузьмак є автором багатьох професійних праць, опублікованих в українських, американських і польських медичних журналах. 1986 року опублікував перші результати операцій 212 пацієнтів на шлунку. 1991 року опублікував результати досліджень за 7 років.